# 萝芙木属
萝芙木属（学名：Rauvolfia）是夹竹桃科下的一个属，为乔木或灌木植物。该属共有萝芙木、蛇根木等约135种，分布于热带地区。
属名Rauvolfia为纪念16-17世纪德国医生Leonrard Rauwolf而命名。

## 物种
本属包括以下物种：
- 矮青木 Rauvolfia brevistyla
- 古巴萝芙木 Rauvolfia cubana
- 蛇根木 Rauvolfia serpentina
- 苏门答腊萝芙木 Rauvolfia sumatrana
- 四叶萝芙木 Rauvolfia tetraphylla
- 吊罗山萝芙木 Rauvolfia tiaolushanensis
- 萝芙木 Rauvolfia verticillata
- 催吐萝芙木 Rauvolfia vomitoria